# Królestwo Dali
Królestwo Dali (chiń. upr. 大理国; chiń. trad. 大理國; pinyin Dàlǐ Guó) – dawny organizm państwowy ze stolicą w Dali, niezależny od Chin, na terenie dzisiejszej prowincji Junnan.
Państwo zostało założone w roku 902 przez władcę ludu Bajów na terenach wcześniej stanowiących Królestwo Nanzhao. Przetrwało do XIII wieku, gdy zostało podbite w 1253 roku wraz z Tybetem przez mongolskiego chana Kubilaja, usiłującego okrążyć cesarstwo Songów.